# Gregori Aminoff (1600-talet)
Gregori Aminoff, född på 1620-talet, var en finlandssvensk militär.

## Familj
Aminoffs föräldrar var överste Esaias Aminoff och Pelageia Skudin. Aminoff gifte sig med Maria Ramsay, som var dotter till major Johan Ramsay och Märta Galle i Finland. Paret bodde på Murovitsa herrgård i Ingermanland. Överstelöjtnanten Gregori Aminoff var deras son.

## Karriär
Aminoff var rotmästare vid livgardet år 1648. Han lämnade adelsbussarna av livgardet som korpral år 1649. Han befordrades till fänrik vid Österbottens regemente år 1652, till löjtnant år 1656 och till kapten år 1657. Han lämnade armétjänsten år 1674 eller 1675.